# インターン制度
インターン制度（インターンせいど）とは、1946年（昭和21年）から1968年（昭和43年）まで、医学部卒業生が課せられた「診療実施修練」である。インターン教育を終了するまでは医師国家試験の受験資格は与えられない。

## 戦時中のインターン教育
太平洋戦争（大東亜戦争）により医師不足が深刻となり、七帝大六医大に臨時医学専門部を設置したり各地に医専・女子医専を急増したが、医師養成は時間を要し即効性がなかった。戦時中の医師不足対策で詳述。
国は、歯科医師を医学部に編入させて一年間で医師免許を付与することで、医師不足を解消をすることを決定した。1945年（昭和20年）3月に厚生省は、慶應義塾大学附属医学専門部（医専）と東京慈恵会医科大学附属医専の第三学年に「臨時科」を設置し、それぞれ160名の歯科医師を編入学させるように指示した。
両校の「臨時科」を1946年（昭和21年）3月に卒業した歯科医師は、国民医療法施行令第一条第一項第一号の規定に基づいて卒業後六か月の診療修練を義務とし、のちに医師試験の合格者に医師免許を付与した。日本で初めて「インターン教育」と「医師国家試験」となる。第一回医師試験は「臨時科」出身の歯科医師のみを対象に、1946年（昭和21年）11月に実施した。

## 戦後のインターン教育
戦時中の日本は軍医や医師の不足から医学専門学校が急増設されて医学教育期間が短縮され、学生は勤労動員に駆り出されるなど医学教育は劣化していたが、世界の医学は英米を中心に飛躍的に発展していた。
1945年（昭和20年）にマッカーサー元帥が率いる連合軍総司令部の指導で、衛生行政・医師教育の改善が指令された。
1946年（昭和21年）8月30日に勅令402号で国民医療法施行令を改正し、医師養成機関の卒業生は実地修練制度（インターン教育）と医師国家試験が義務となる。
大学医学部・医科大学・医学専門学校を卒業した者は、「一年以上の診療及び公衆衛生に関する実地修練」を経ることを、医師免許の前提たる医師国家試験の受験要件とした。1947年（昭和22年）3月に卒業した各大学医学部・医科大学・医専の学生は、一年間インターン教育を施した。1948年（昭和23年）3月に医学部・医科大学・医専の卒業生を対象として第二回医師国家試験を実施し、現在に至る。

## インターン教育その後
インターン教育では医師資格を有しないインターン生が医療行為を行うため、無資格診療となり医療事故の責任所在も明確ではない。インターン生は無給であったため、1967年（昭和42年）に東大医学部のインターン生らが「医師国家試験ボイコット運動」を蜂起し、契機に東大紛争が勃発して1968年（昭和43年）に「インターン制度」は廃止された。

## 日本国外
中華人民共和国は、医学部を卒業後に一年間の研修を課し、終了後に医師国家試験資格が付与される。スウェーデンは、5.5年間の医学課程修了後に学位を授与してインターンの国家資格を付与して18 -24か月間初期研修を課す。インターンの国家資格は処方権がなく、初期研修修了後に処方権を有する医師免許 Licence of Practiceを付与する。